# Tau Andromedae
τ Andromedae (Tau Andromedae, kurz τ And) ist ein dem bloßen Auge sehr lichtschwach erscheinender Stern im Sternbild Andromeda. Die scheinbare Helligkeit dieses blauweiß schimmernden Sterns beträgt 4,94m. Nach Parallaxen-Messungen der Raumsonde Gaia ist er etwa 682 Lichtjahre von der Erde entfernt.
τ And ist wohl ein Riesenstern der Spektralklasse B5 III, doch wird er in anderen Studien als ein vom Unterriesen- ins Riesenstadium übergehender B8 IV-III-Stern klassifiziert. In letzterem Fall wäre aus seiner Farbe zu schließen, dass kein zwischen der Erde und dem Stern liegender interstellarer Staub seine Helligkeit schwächt. Er hätte dann etwa 4,5 bis 4,6 Sonnenmassen, 6 Sonnendurchmesser und circa die 910-fache Sonnenleuchtkraft. Falls τ And aber ein B5-Riesenstern ist, deutet seine Farbe auf eine Verdunkelung seiner scheinbaren Helligkeit um knapp 0,3m infolge der Extinktion dazwischenliegenden interstellaren Staubs hin. Seine Leuchtkraft entspräche dann rund 1200 Sonnenleuchtkräften, seine Masse wäre aber nur geringfügig größer. Aus der projizierten Rotationsgeschwindigkeit von 74 km/s geht hervor, dass τ And sich in weniger als 4,1 Tagen um seine eigene Achse dreht.
τ And ist ein Einzelstern. Zwar wird im Washington Double Star Catalog ein 11,5m heller Begleiter mit der Katalogbezeichnung UCAC2 45921715 verzeichnet, der von der Erde aus gesehen im Jahr 2014 etwa 52,9 Bogensekunden von τ And entfernt stand, doch handelt es sich hierbei nur um einen optischen Doppelstern. Der scheinbare Begleiter steht nur zufällig in der gleichen Sichtlinie am Himmel. Gaias Parallaxenmessungen ergaben, dass er mit circa 1120 Lichtjahren Abstand wesentlich weiter als τ And von der Erde entfernt ist.